# 艾伦·玛丽·阿鲁达
艾伦·玛丽·阿鲁达是美国机械工程师，研究方向为聚合物的机械性能和组织工程，其研究成果应用于设计改进型橄榄球头盔、可承受高冲击和高振动环境的人造牙釉质，以及重量轻、强度与钢材相当的透明纳米层复合材料。1993年发布的用以描述橡胶聚合物的阿鲁达-博伊斯模型由她和她的博士生导师玛丽·坎宁安·博伊斯的名字命名。她同时还是密歇根大学机械工程系的Maria Comninou学院教授和机械工程系蒂莫西·曼加内罗-博格华纳系主任。

## 生平
阿鲁达于1985年在宾夕法尼亚州立大学获得工程学学士学位，1988年获得硕士学位，并于1992年在麻省理工学院获得机械工程博士学位。她的毕业论文《非晶态聚合物应变硬化响应的表征》由玛丽·坎宁安·博伊斯指导。
她于1992年加入密歇根大学机械工程与应用力学系和大分子科学与工程系担任助理教授，2005年成为正教授，2009年成为生物医学工程系教授。

## 荣誉
2008年，阿鲁达被授予美国机械工程师学会（ASME）和工程科学学会（SES）会士称号，2010年被授予美国力学学会会士称号。她于2017年当选为美国国家工程院（NAE）院士，"以表彰她在聚合物和组织力学方面的开创性研究及其在创新商业产品中的应用"。
她在2018年获得美国工程科学学会James R. Rice奖章，"以表彰其在工程聚合物和生物材料力学方面做出的具有基础和应用影响的重大贡献"；她还是2019年美国机械工程师学会Nadai奖章的获得者。

## 脚注
1. ↑  《Characterization of the Strain Hardening Response of Amorphous Polymers》
2. ↑  原文“for pioneering research in polymer and tissue mechanics and their application in innovative commercial products”[5]
3. ↑  原文“for substantial contributions to the mechanics of engineering polymers and biological materials, with both fundamental and applied impact”[9]